# Christian Schmitt (Politiker)
Christian Schmitt (* 14. Juli 1981 in St. Ingbert) ist ein deutscher Politiker, ehemaliges Mitglied des Saarländischen Landtages und Inhaber mehrerer Unternehmen. Er war Fraktionsvorsitzender der FDP Saar und gehörte ab Ende 2011 als parteiloses Mitglied der CDU-Fraktion an.

## Leben
Christian Schmitt legte 1998 in seiner Geburtsstadt St. Ingbert an der Kreisrealschule die Mittlere Reife ab. Es folgte der Besuch des Wirtschaftswissenschaftlichen Gymnasiums in Saarbrücken, welches er 2001 mit der Allgemeinen Hochschulreife beendete. Nach dem Abitur studierte er ein Jahr in Boston (USA). In den Jahren 2004/05 absolvierte er ein Auslandsstudium an der University of South Alabama (USA). 2006 beendete er sein Studium an der Fachhochschule Worms als Diplom-Betriebswirt. 2008 wurde er zudem MBA (Master of Business Administration) an der University of West Florida (USA).
In den Jahren 2006/07 war er freiberuflich tätig. Seit 2007 ist er u. a. Geschäftsführer der Schmitt Landschaftsbau GmbH & Co. KG. Er ist verheiratet, hat zwei Kinder und lebt in seiner Geburtsstadt St. Ingbert.

## Politik
Schmitt war von 2005 bis 2011 FDP-Mitglied und von 2006 bis 2011 Vorsitzender des FDP-Ortsverbandes Mandelbachtal. Von 2008 bis 2011 war er stellvertretender Kreisvorsitzender seiner Partei im Saarpfalz-Kreis; 2011 trat er nicht mehr zur Wahl in den Kreisvorstand des FDP-Kreisverbandes Saar-Pfalz an.
Er wurde im Wahlkreis Homburg im September 2008 mit 97,14 Prozent der Delegiertenstimmen zum Spitzenkandidaten seiner Partei für die Bundestagswahl 2009 gewählt. Zudem stand er auf Listenplatz 2 der FDP-Landesliste, verpasste aber in beiden Fällen den Sprung in den Bundestag.
Schmitt rückte zu Beginn der Legislaturperiode am 10. November 2009 für Georg Weisweiler, der Gesundheitsminister wurde und sein Mandat niederlegte, in den Saarländischen Landtag nach. Er war dort für seine Fraktion zunächst stellvertretender Vorsitzender und bildungs- und gesundheitspolitischer Sprecher. Im Januar 2011 übernahm er das Amt des FDP-Fraktionsvorsitzenden im Saarländischen Landtag. Am 14. Dezember 2011 gab Schmitt offiziell bekannt, dass er sein Amt als Fraktionsvorsitzender im Landtag niedergelegt hat. Ab dem 15. Dezember 2011 gehörte er als parteiloser Abgeordneter der CDU-Fraktion an.
Mit der vorgezogenen Landtagswahl 2012 schied er aus dem Landtag aus.